# 許皇后 (漢成帝)
許皇后（きょこうごう）は、前漢の成帝の皇后。宣帝の皇后で元帝の母である許平君の従兄弟の娘にあたる。

## 略歴
大司馬車騎将軍の許嘉（許平君の父の許広漢の弟の許延寿の子）の娘として生まれた。兄弟に許況がいる。
元帝は、母の許平君が皇后に立てられてすぐに殺されたのを悼み、許嘉の娘である彼女を皇太子（成帝）の妃とした。その後しばらくして男子を産んだが、早死にした。
皇太子が即位すると、皇太子妃の許氏は皇后に立てられ、その後女子を産んだが、早死にした。
許皇后の父の許嘉は元帝の時から大司馬車騎将軍であったが、成帝は母の王政君の兄弟である大司馬大将軍の王鳳に政治を委ねることとし、許嘉を罷免した。
許皇后は聡明で史書に通じ、皇太子妃であった時から皇后になって以降まで、常に成帝に寵愛され、後宮では他の者にお召しがかかることが稀なほどであった。皇太后や成帝の外戚たちは成帝に後継ぎがいないことを心配した。また当時天変地異が多く、劉向や谷永はその原因は後宮にあると述べた。成帝は同意し、皇后の宮殿の費用を削減した。許皇后は反対意見を上奏したが、成帝は劉向や谷永の進言を採用して反論した。
鴻嘉3年（前18年）、日食などがあるとその原因を大将軍の王鳳に求める者もいたが、谷永などは許皇后が原因だと述べ、許皇后は自分が王鳳に助けてもらえないのを知った。次第に許皇后の寵愛も衰え、後宮には他に寵愛される者も増えてきた。そんな折、許皇后の姉で平安剛侯の夫人の許謁らが王鳳や妊娠した後宮の女性を呪詛していたという事件が発覚し、許謁らは誅殺され、皇后は廃位された。
その後、綏和元年（前8年）、成帝は許氏を憐れみ、事件の影響で故郷や領国に還されていた許氏を都に呼び戻した。しかし、その年に許皇后の姉の許孊が王政君の血縁者である淳于長の妻になっており、そのつてで淳于長に婕妤に立てて欲しいと請託し、淳于長は「また左皇后に立てられるようにしてみましょう」と言って許皇后を欺き、許皇后より贈り物を貰うなどしていたことが発覚した。そこで成帝は廷尉の孔光に節を持たせて許皇后に毒薬を賜り、許皇后は自殺した。